# Fonds de pérennité
Le fonds de pérennité français, créé en 2019 par la Loi relative à la croissance et la transformation des entreprises (loi PACTE), est une structure hybride permettant la détention et la transmission de titres de société et qui peut soutenir des causes d’intérêt général. Le fonds jouit de la personnalité morale.

## Finalité du fonds
Il est énoncé dans le premier alinéa de l'article 177 de la loi PACTE : « Le fonds de pérennité est constitué par l'apport gratuit et irrévocable des titres de capital ou de parts sociales d'une ou de plusieurs sociétés exerçant une activité industrielle, commerciale, artisanale ou agricole, ou détenant directement ou indirectement des participations dans une ou plusieurs sociétés exerçant une telle activité, réalisé par un ou plusieurs fondateurs afin que ce fonds gère ces titres ou parts, exerce les droits qui y sont attachés et utilise ses ressources dans le but de contribuer à la pérennité économique de cette ou de ces sociétés et puisse réaliser ou financer des œuvres ou des missions d'intérêt général. » Il convient de distinguer cette structure des fondations reconnues d'utilité publique ou des fonds de dotation qui ont une finalité philanthropique alors que les fonds de pérennité ont d'abord la vocation économique de garantir la stabilité des entreprises.

## Historique
Les problèmes financiers qu'entraîne la transmission d'entreprise sont connus depuis longtemps. Le législateur a apporté dans le passé des réponses. Ainsi le pacte Dutreil (article 787 B du Code général des impôts /CGI) est un dispositif fiscal destiné à favoriser la transmission familiale des sociétés qui exercent une activité industrielle, commerciale, agricole, artisanale ou libérale. Ce dispositif est modernisé dans la loi des finances 2019.
La loi du 4 août 2008, de modernisation de l'économie, crée les fonds de dotation, personnes morales de droit privé à but non lucratif dont l’objet est de collecter et capitaliser des actifs financiers, immobiliers, mobiliers, et dont les revenus tirés de cette capitalisation ont vocation à financer une activité d’intérêt général.
Mais les difficultés subsistent et, à partir de 2015 plusieurs rapports sont consacrés aux difficultés rencontrées lors de la transmission des entreprises. Fanny Dombre-Coste dans un rapport de 2015 souligne l'importance du problème  « 700 000 entreprises sont susceptibles d'être cédées sur 10 ans, soit 70 000 entreprises et 630 000 commerces et entreprises artisanales. ». Deux ans plus tard les sénateurs Claude Nougein et Michel Vaspart précisent l'ampleur de la question « le défi de la transmission est un défi autant démographique qu’économique et territorial. Démographique, car près de 20 % des dirigeants des PME sont âgés de plus de 60 ans et plus de 60 % des dirigeants d’ETI ont au moins 55 ans : le nombre d’entreprises à transmettre dans les prochaines années va donc considérablement augmenter. C’est une période délicate qui s’ouvre pour l’économie française » . En 2018, Nicole Notat et Jean-Dominique Sénard font la proposition de création d'un fonds « recommandation n°14 assouplir la détention de parts sociales majoritaires par les fondations, sans en dénaturer l’esprit, et envisager la création de fonds de transmission et de pérennisation des entreprises ».
Lorsque le projet de loi relative à la croissance et la transformation des entreprises (PACTE) est déposé rien ne figure dans le texte, mais les rapporteurs de la loi, Roland Lescure et Coralie Dubost, ajoutent, par amendement, la création du fonds de pérennité. Le Sénat, tout en modifiant le texte, confirme la proposition.
La création du fonds est inspirée de mécanismes utilisés dans d'autres pays européens : Danemark, Suède, Allemagne, Suisse.
La loi est publiée le 22 mai 2019. La création du fonds de pérennité est saluée positivement, Frédérique Perrotin juriste, cite le ministre des finances Bruno Le Maire « Avec la création du fonds de pérennité, la France se dote enfin d’un statut permettant de protéger de manière durable le capital de nos entreprises pour assurer leur croissance à long terme », pour le Forum des associations, organisateur d'un colloque sur le sujet, la création du fonds permet une conciliation  « alors qu’il est difficile en France idéologiquement de concilier intérêt général et entreprise, ce nouvel instrument au service des entreprises devrait permettre d’allier performance économique et action philanthropique ».
Un décret du 7 mai 2020 précise certains éléments relatifs au régime applicable : le contrôle de l'autorité administrative, la mission du commissaire aux comptes et l'établissement des comptes annuels, la dissolution.

## Création du fonds
Ce sont ses statuts qui déterminent la dénomination, l'objet, le siège et les modalités de fonctionnement du fonds de pérennité ainsi que la composition, les conditions de nomination et de renouvellement du conseil d'administration et du comité de gestion. Aucun fonds public ne peut être versé à un fonds de pérennité. La dotation du fonds de pérennité est composée des titres ou parts apportés par le ou les fondateurs lors de sa constitution, ainsi que des biens et droits de toute nature qui peuvent lui être apportés à titre gratuit et irrévocable.
Le fonds de pérennité est déclaré à la préfecture du département dans le ressort duquel il a son siège social.

## Gestion du fonds
Les ressources du fonds de pérennité sont constituées des revenus et produits de sa dotation, des produits des activités autorisées par les statuts et des produits des rétributions pour service rendu.
Le fonds de pérennité est administré par un conseil d'administration qui comprend au moins trois membres nommés, la première fois, par le ou les fondateurs.
Le fonds de pérennité établit chaque année des comptes qui comprennent au moins un bilan et un compte de résultat. Ces comptes sont publiés dans un délai de six mois suivant la clôture de l'exercice et certifiés par un commissaire aux comptes et sont adressés à la préfecture.